# حل المحيط الهادئ

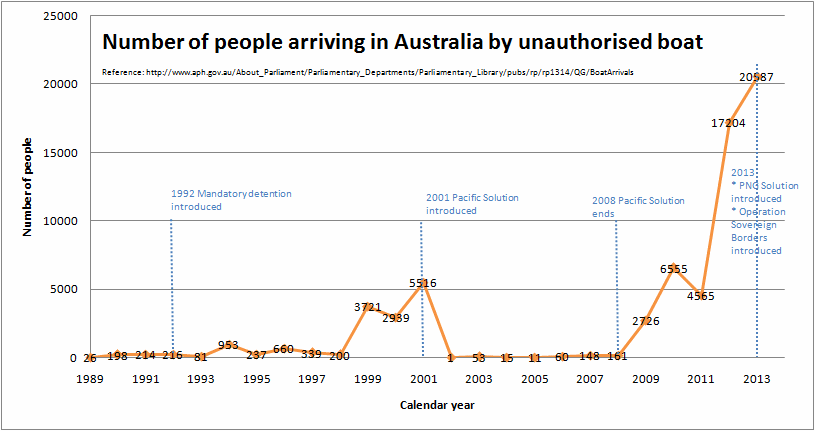

حل المحيط الهادئ هو الاسم الذي يعبر عن سياسة حكومة أستراليا المتمثلة في نقل طالبي اللجوء إلى مراكز الاحتجاز في الدول الجزرية في المحيط الهادئ، بدلًا من السماح لهم بالهبوط على البر الأسترالي. نُفِّذ في البداية من عام 2001 إلى عام 2007، وكان يحظى بدعم حزبي من المعارضة والائتلاف العمالي في ذلك الوقت. تألف حل المحيط الهادئ من ثلاث استراتيجيات مركزية: استُثنيَت آلاف الجزر من منطقة الهجرة الأسترالية أو الأراضي الأسترالية، وبدأت قوات الدفاع الأسترالية عملية ريليكس لاعتراض السفن التي تحمل طالبي اللجوء، وجرى ترحيل طالبي اللجوء إلى مراكز الاحتجاز في ناورو وجزيرة مانوس، بابوا غينيا الجديدة، وحُدِّد وضعهم باعتبارهم لاجئين. مكّن عدد من التشريعات هذه السياسة. طورت حكومة هوارد هذه السياسة استجابة لقضية تامبا في أغسطس 2001 وقضية الأطفال في البحر، ونفذها وزير الهجرة الأسترالي فيليب رودوك في 28 سبتمبر قبل الانتخابات الفيدرالية في 24 نوفمبر.
أوقفت حكومة رود الأولى بعد انتخاب حزب العمال هذه السياسة إلى حد كبير في عام 2008. وصفها كريس إيفانز، وزير الهجرة والمواطنة بأنها «سياسة تهكمية ومكلفة وغير ناجحة في النهاية».
في أغسطس 2012، قدمت حكومة جيلارد (حزب العمال) التالية سياسة مماثلة، وأعادت فتح مركزي الاعتقال في ناورو ومانوس للمعالجة البحرية.
في 19 يوليو 2013، أعلن رئيس الوزراء العائد حديثًا، كيفين رود، خلال فترة ولايته الثانية قصيرة الأمد، أن «طالبي اللجوء الذين يأتون إلى هنا بالقارب من دون تأشيرة لن تسوّى أوضاعهم أبدًا في أستراليا»، وتوصل إلى اتفاق لإعادة التوطين الإقليمية بين أستراليا وبابوا غينيا الجديدة، يُعرف عامة بحل بي إن جي، لتحويل جميع «الواصلين عبر البحر غير المصرح بهم» إلى منطقة الاحتجاز الإلزامي في جزيرة مانوس مع عدم إمكانية الحصول على الإقامة الأسترالية.
استكملت سياسة عملية الحدود السيادية دور حل المحيط الهادئ بعد الانتخابات الفيدرالية في عام 2013، والتي فاز بها الائتلاف. بدأ العمل بها في 18 سبتمبر 2013 في ظل حكومة أبوت الجديدة. في 31 مارس 2019، أفادت عملية الحدود السيادية بعدم وجود أشخاص محتجزين في مركز الاعتقال في ناورو، والذي جرى إغلاقه، وأُغلِق مركز مانوس رسميًا في 31 أكتوبر 2017. رغم ذلك، في 30 سبتمبر عام 2019، كان العدد الإجمالي لطالبي اللجوء الذين ما زالوا في بابوا غينيا الجديدة وناورو 562 (لم تُنشر أرقام منفصلة)، وجرى إيواؤهم في أماكن إقامة بديلة.

## التنفيذ (2001 – 2007)
أصدرت الحكومة الأسترالية تشريعًا في 27 سبتمبر 2001، مع تعديلات على قانون هجرة الكومنولث (1958). أصبح تنفيذ هذا التشريع يعرف باسم حل المحيط الهادئ.
كان الهدف ردع طالبي اللجوء في المستقبل عن المضي في هذه الرحلة الخطرة بالقارب، بمجرد أن يعلموا أن رحلتهم لن تنتهي على الأرجح بمطالبة لجوء مشروعة في أستراليا، وجرى ذلك عبر إعادة تعريف منطقة الأراضي الأسترالية التي يمكن الرسو فيها ثم استخدامها بصورة شرعية في طلبات اللجوء (منطقة الهجرة)، وأيضًا عبر إبعاد أي أشخاص يُعترضون إلى دول أخرى لمعالجة طلباتهم.
في 28 أكتوبر 2001، قال رئيس الوزراء جون هاوارد، عند إعلانه عن سياسة حملته الانتخابية في عام 2001 «سنقرر من يأتي إلى هذه الدولة والظروف التي يأتون فيها إليها» في محاولة لدعم هذه السياسة.
اعتُرض طالبو اللجوء في البحر في أثناء الإبحار من إندونيسيا، ونُقِلوا باستخدام السفن البحرية الأسترالية. أقيمت مراكز احتجاز في جزيرة كريسماس، وجزيرة مانوس في بابوا غينيا الجديدة، وفي دولة ناورو الجزرية. قبلت نيوزيلندا أيضا معالجة بعض هذه الطلبات. جاء معظم طالبي اللجوء هؤلاء من أفغانستان (كان معظمهم من مجموعة الهزارة العرقية) والعراق وإيران والصين وفيتنام. كان آخر طالبي اللجوء الذين احتُجزوا في ناورو قبل نهاية العمل بهذه السياسة من سريلانكا وميانمار.
انخفض عدد الوافدين من إجمالي 5516 شخصًا في عام 2001 إلى شخص واحد في عام 2002 بعد تنفيذ السياسة، وبقي العدد دون 150 وافدًا سنويًا حتى عام 2008. قد يكون لإبعاد طالبان عن السلطة في أفغانستان أثر جزئي في هذا الانخفاض، إذ عاد ما يقرب من ستة ملايين أفغاني إلى أفغانستان منذ عام 2002، أي نحو ربع سكان الدولة في ذلك الوقت.
استمر انخفاض عدد الوافدين على متن القوارب طوال فترة حل المحيط الهادئ، وبلغ ذروته منذ إلغاء السياسة، على الرغم من بقاء أعداد طلبات اللجوء في جميع أنحاء العالم منخفضة بالمعايير التاريخية. توافق هذا أيضًا مع أعداد متزايدة من اللاجئين الجدد الوافدين إلى إندونيسيا بعد التخلي عن السياسة: 385 في عام 2008، و3230 في عام 2009، و3905 في عام 2010، و4052 في عام 2011، و7218 في عام 2012، و8332 في عام 2013. أكدت المفوضية السامية للأمم المتحدة لشؤون اللاجئين وجود صلة محتملة بين سياسات تقييد عدد اللاجئين وانخفاض عدد محاولات طلب اللجوء في أستراليا عبر القوارب: في أبريل 2014، قال ممثل المفوضية الإندونيسي مانوال جورداو: «احتمالات الوصول إلى أستراليا بالقارب من إندونيسيا أصبحت الآن صفرًا تقريبًا، ويبدو أن هذا الخبر وصل إلى المهربين وطالبي اللجوء المحتملين في بلدانهم الأصلية مثل أفغانستان وإيران وباكستان وميانمار، وانخفضت الأرقام المسجلة لدى مفوضية الأمم المتحدة لشؤون اللاجئين في إندونيسيا من نحو 100 طلب في اليوم خلال عام 2013 إلى نحو 100 في الأسبوع الآن».
أعيدت أربعة سفن بنجاح إلى المياه الإندونيسية من أصل اثنتي عشرة سفينة غير قانونية مشتبه بها اعترضتها البحرية في أثناء عملية ريليكس في الفترة بين 2001 - 2002، بعد 10 محاولات لفرض السياسة، بناءً على أحكام مبنية على إمكانية تطبيقها بأمان. زُعم أن ثلاثة رجال غرقوا وهم يحاولون السباحة عائدين إلى الشاطئ بعد عودتهم إلى إندونيسيا. قي نوفمبر 2003، رُدع قارب يحمل 53 راكبًا بنجاح، وفي مارس 2004، أعادت الجمارك قاربًا يحتوي على 15 شخصًا بعد اعتراضهم في جزر أشمور.
كانت نسبة النجاح ردع 36% من القوارب، أو 31% من طالبي اللجوء الذين أعيدوا إلى إندونيسيا. لا توجد تفاصيل كثيرة عن العمليات من 2005 إلى 2008. بدأت عملية ريزولوت في يوليو 2006، بالاشتراك مع إدارة الجمارك وحماية الحدود الأسترالية وقوات الدفاع الأسترالية.
خلال فترة حل المحيط الهادئ، أُغلِقت مراكز الاحتجاز في البر الرئيسي في باكستر وفي ووميرا وكورتين.
كان عدد طالبي اللجوء الذين حصلو على صفة لاجئين حقيقيين من خلال عملية حل المحيط الهادئ أقل من عدد الخاضعين للمعالجة البرية. [بحاجة لمصدر] اعتُبر 68% من طالبي اللجوء لاجئين حقيقيين، وحصل أقل من 40% من طالبي اللجوء الذين أُرسلوا إلى ناورو على إعادة توطين في أستراليا. [بحاجة لمصدر] أظهر تقرير أصدرته اللجنة الأسترالية لحقوق الإنسان في عام 2006 أنه من بين 1509 طالب لجوء أُرسلوا إلى ناورو بحلول ذلك الوقت، مُنِح 586 شخصًا إعادة توطين في أستراليا (39% منهم)، ومُنح 360 شخصًا إعادة توطين في نيوزيلندا (24% منهم)، وجرت إعادة توطين 19 منهم في السويد (1.2%)، و 10 في كندا (<1%) و4 في النرويج (<1%). اعتُبِر نحو 482 طالب لجوء (32%) أنهم ليسوا لاجئين حقيقيين، ورُحِّلوا إلى بلادهم.